# Điện thoại cố định

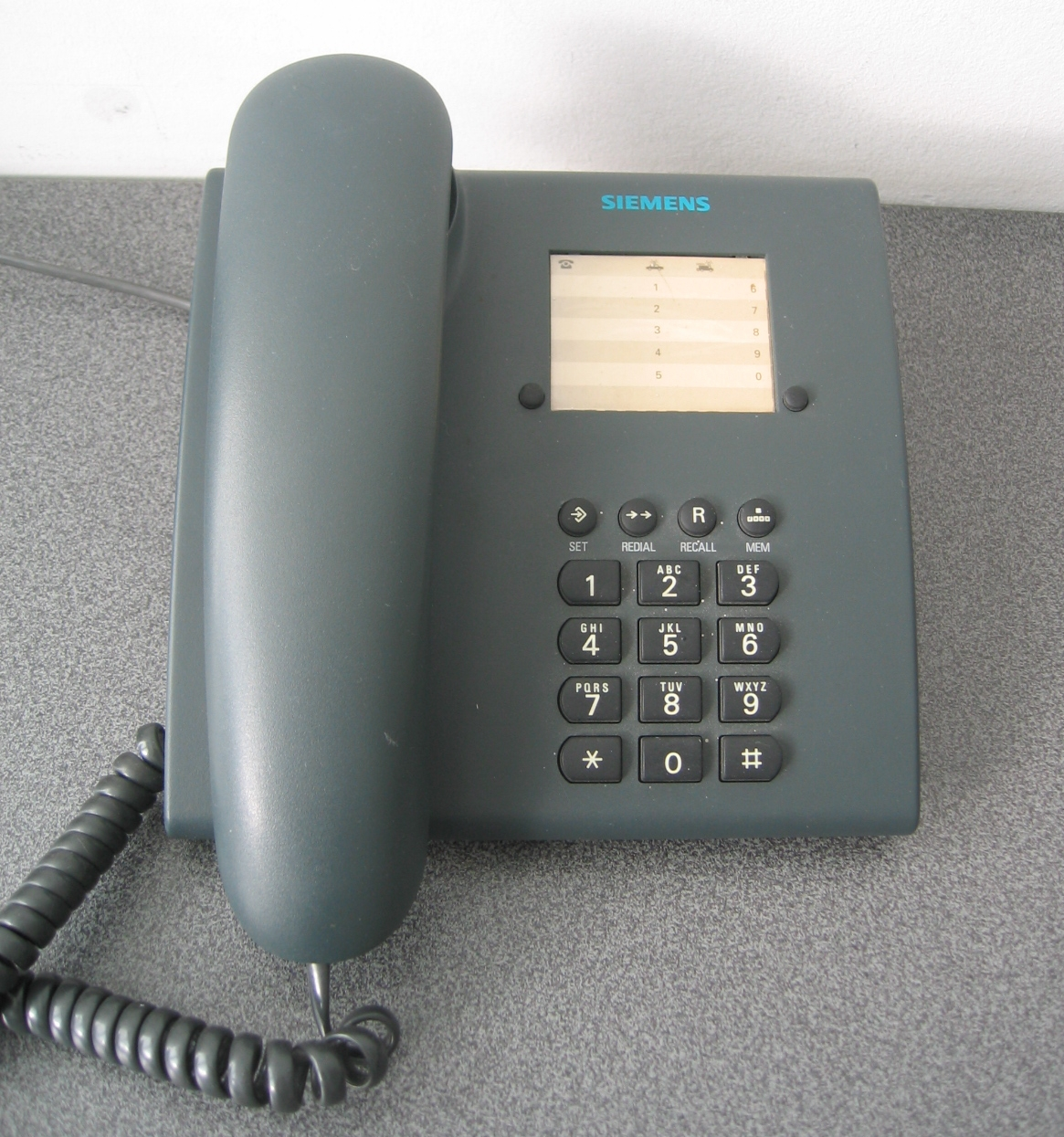
A landline telephone

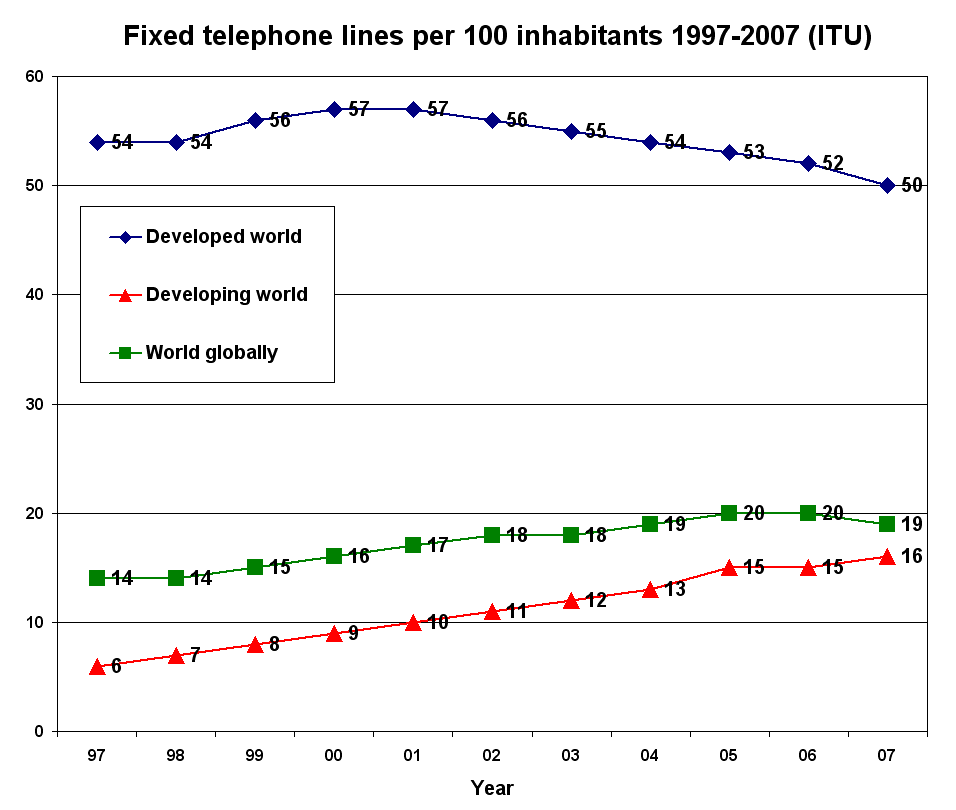
Fixed telephone lines per 100 inhabitants 1997-2007

Điện thoại cố định hay điện thoại bàn là loại điện thoại sử dụng kết nối bằng các đường cáp vật lý, chủ yếu là cáp đồng. Điện thoại cố định được sử dụng phổ biến trên toàn thế giới, trong đó Trung Quốc là nước có mạng điện thoại cố định lớn nhất thế giới, tiếp theo là Mỹ, tính theo số liệu của CIA năm 2003
Ngày nay với sự phát triển mạnh mẽ của điện thoại di động, thì số lượng điện thoại cố định đang giảm dần. Tại các nước phát triển như Mỹ, Anh, Đức, số lượng người dùng điện thoại cố định ngày một giảm dần, đây là một xu thế tất yếu nếu so sánh như lợi thế của điện thoại di động với điện thoại cố định.